# Karen Demirtchian
Karen Demirtchian (en arménien Կարեն Դեմիրճյան), né le 17 avril 1932 à Erevan, mort le 27 octobre 1999 dans la même ville, est un homme politique arménien et soviétique (avant l'indépendance en 1991).

## Biographie
De 1974 à 1988, il est Premier secrétaire du Parti communiste d'Arménie. Il cumule ces fonctions avec celles de président du soviet suprême de la République socialiste soviétique d'Arménie, de 1976 à 1988. Il est évincé de ces deux postes en mai 1988, officiellement pour raisons de santé.
Il s'éloigne de la politique active pendant plus de neuf ans, travaillant dans le secteur privé. Quelques années après l'indépendance de l'Arménie (proclamée le 23 août 1990 mais reconnue par l'Union soviétique le 21 septembre 1991), il revient à la vie politique, en se portant candidat à l'élection présidentielle de 1998. Alors qu'il est considéré comme une figure du passé, il cause une certaine surprise en remportant 30,6 % des suffrages au premier tour, et 40,5 % au second tour, face à Robert Kotcharian.
La même année, il crée le Parti du peuple d'Arménie, dont il prend la tête et, en vue des élections législatives de mai 1999, conclut une alliance, « Unité », avec le ministre de la Défense, Vasgen Sarkissian. L'alliance remporte la majorité absolue des sièges, avec 43 % des voix et Karen Demirtchian est élu président de l'Assemblée nationale en juin.
L'intrusion d'un groupe d'hommes armés dans l'enceinte du parlement monocaméral, en octobre 1999, se conclut par un bain de sang, les terroristes assassinant diverses personnalités de premier plan, parmi lesquelles Karen Demirtchian, Vazgen Sargsian, devenu entre-temps Premier ministre.
Héros national de l'Arménie, Karen Demirtchian est le père de Stepan Demirtchian, qui lui a succédé à la tête du Parti du peuple.